# Onthophagus tarascus
Onthophagus tarascus es una especie de insecto del género Onthophagus, familia Scarabaeidae, orden Coleoptera.
Fue descrita científicamente por Zunino & Halffter en 1988.